# María Vázquez Suárez
María Vázquez Suárez   (Vilaescura, Sober, 15 d'agost de 1894 - Miño, 19 d'agost de 1936) va ser una mestra gallega republicana afusellada al començament de la Guerra Civil espanyola.

## Biografia
Filla de Joaquín Vázquez Fernández i Andrea Suárez, algunes fonts indiquen que va néixer a Santiago de Compostel·la on el seu pare, sargent de cavalleria, estava destinat i d'on era oriünda la mare. Va estudiar a l'Escola Normal de La Corunya on va obtenir el títol de mestra el 1913. El 1918 va obtenir plaça en el col·legi de nenes de Pobra do Caramiñal on va treballar durant dotze anys. El 1929 va canviar a l'escola núm. 2 de Miño. Dona avançada per a la seva època, amb l'arribada de la República es va identificar amb la reforma pedagògica, va assistir a cursos de formació a La Corunya i va organitzar per als seus alumnes colònies, viatges escolars i visites a fàbriques i monuments.

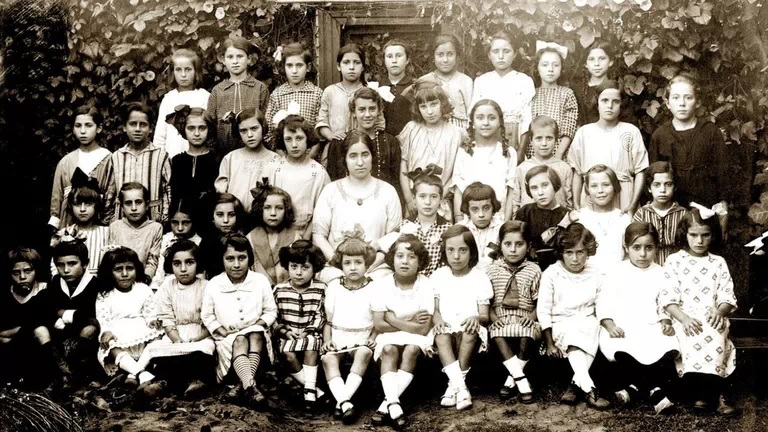
María Vázquez amb les seves alumnes, possiblement en Pobla del Caramiñal.

Es va incorporar al grup Socialista de Miño i va  participar en activitats polítiques i sindicals. El 1932 va realitzar la seva primera intervenció en un míting polític. El seu ideari feminista la va portar a col·laborar amb la Lliga Internacional de Dones Ibèriques i Hispanoamericanes i amb l'Associació de Dones Republicanes. En 1933 es va incorporar a la Federació Espanyola de Treballadors de l'Ensenyament (FETE) - UGT i el 1935 en va ocupar el càrrec de vicetresorera.
A l'inici del cop d'estat del 18 de juliol de 1936 va ser detinguda a La Corunya acusada de ser atea, socialista, defensar l'escola laica i l'amor lliure. La van traslladar a la presó de Puentedeume on va ser vexada i torturada i el 19 agost afusellada a la platja de Bañobre de Miño. Casa seva va ser saquejada i els seus llibres cremats. El seu pare va haver d'abandonar el poble i no hi va poder tornar fins al 1941.
Després de morta, al cap de quatre  anys, es va incoar el seu expedient de depuració del magisteri.
María Vázquez Suárez i Mercedes Romero Abella van ser les dues mestres afusellades a la província de La Corunya al començament de la guerra civil.
L'ajuntament de la Corunya li va retre homenatge el 8 Març 2023.